# Горан Скробоня
Горан Скробоня (нар. 28 березня 1962, м. Белград, Федеративна Народна Республіка Югославія) — сербський письменник жахів і фентезі, сценарист коміксів, перекладач, редактор і видавець.

## Робота
Закінчив юридичний факультет Белградського університету.
З 1985 року пише історії зі сфери жахів і наукової фантастики. Перше опубліковане оповідання Скробоні — «Поклон з неба», опубліковане в загребському науково-популярному журналі «Сіріус» у 1987 році.
Наразі він опублікував романи «Накот» (1994, перероблене видання 2011), «Солдати Корота» (1992) та «Людина, яка вбила Теслу» (2010); збірки «Від шепоту до крику» (1996), «Прибиті до чола» (2000), «Тихі міста» («Лагуна», 2007). Упорядкував тематичні антології: «Білий шум: антологія телевізійних історій» (2008), «Справжня брехня: історії міських легенд» (2009), «Апокаліпсис вчора, сьогодні, завтра» (2011), «Під знаком вампіра» (2012) та «У знаку вампіра» (2012).
Роман «Людина, яка вбила Теслу» потрапив до короткого списку премії імені Лази Костича.
Як спецвидання самостійно видав повість «Гумена душа», вперше опублікована в Тамно вілаєті 3 1993 року, як частина мультимедійного проекту пошуку втрачених пісень Бітлз, здійсненого з не менш універсальним Растко Чиричем.

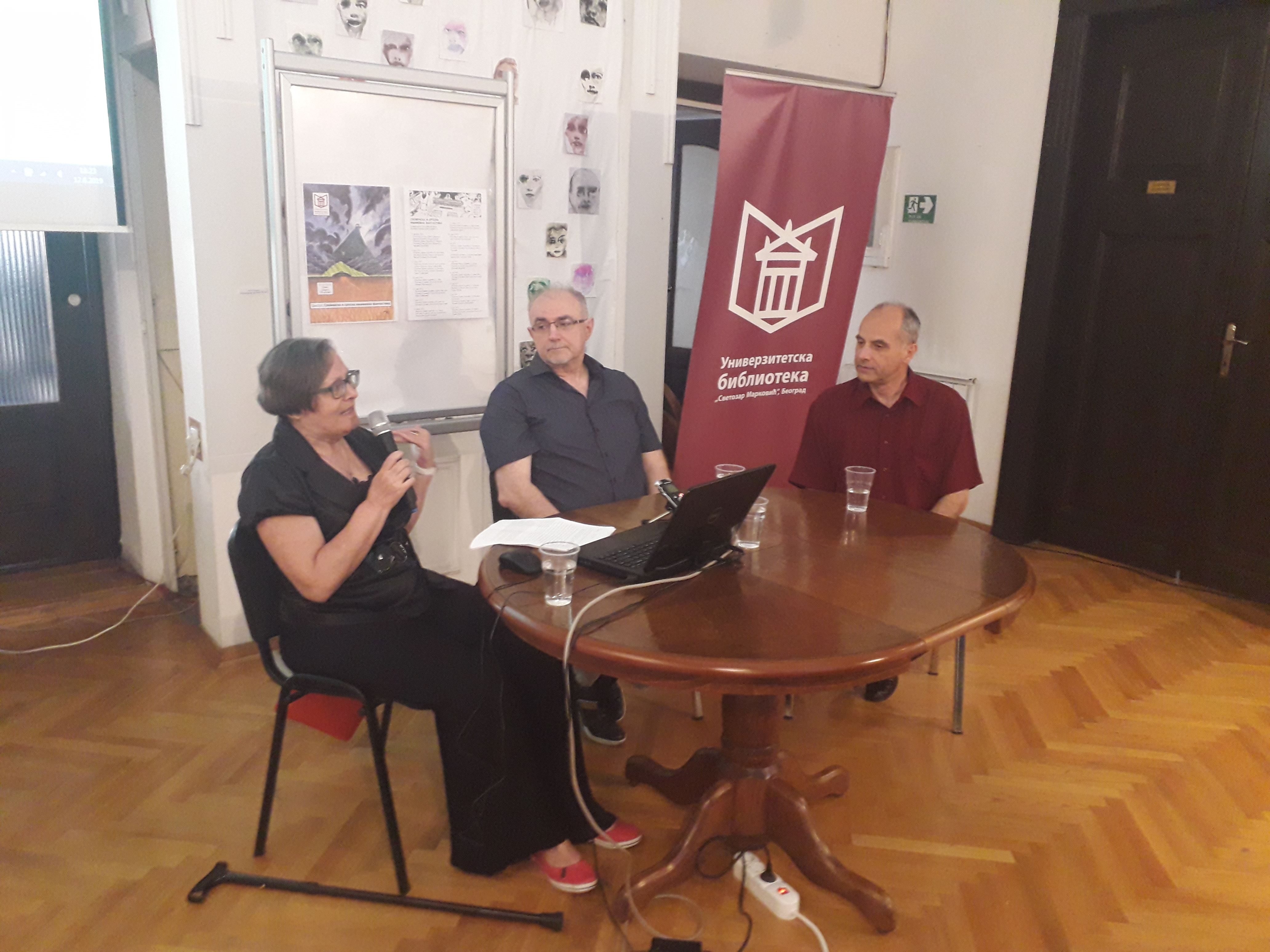
Пан Скробоня в розмові про сербську літературну літературу з Ліляною Пешикан Люштанович (ліворуч) і Деяном Айдачичем (праворуч) в університетській бібліотеці в 2019 році.

Редактор і видавець першого вітчизняного приватного спеціалізованого на жахах видання («Кошмар»). У видавництві Паладин Скробоня та його дружина Драгана оновили видання Кошмар, а також запустили нові видання Фрактали (для науково-фантастичної літератури та літератури для сліпстріму), Культове кіно і ТВ (романи, натхненні популярними фільмами та серіалами) і Нова міська проза (жанрові твори сучасних сербських письменників).
У видавництві «Паладин» видано твори зарубіжних і сербських письменників, серед яких Іен Макдональд (Бразилія, Бездоріжжя, Некровіль, Книга втрачених снів, Річка богів), Макс Брукс (Посібник із захисту від зомбі, Світова війна Z), Джеймс Герберт (Щури), Кім Ньюман («Повернення до SSAD», «Людина з клубу Діогена»), Джордже Баїч («Острів проклятих»), Річард Касл («Хвиля спеки»), Хенк Муді («Бог ненавидить нас усіх») і Горан Скробоня («Накот», нове видання для до якого написав передмову Ілія Бакич). У бібліотеці Пандора опубліковані твори Шовк Пенні Джордан і Супермодель, яку варто вбити Верітаса Вінсента Коула.
Горан Скробоня є членом і колишнім президентом Товариства шанувальників фентезі «Лазар Комарчич».
Він був багаторічним редактором визнаного в Європі фанзину Емітор.

### Перекладач
Перекладач великої кількості романів найкращих світових письменників жахів та наукової фантастики: Стівена Кінга (Воно, Темна вежа 1 і 2, Твердиня, Туман), Дена Сіммонса (Друїд, Пісня богині Калі, Гіперіон, Падіння Гіперіона, Ендіміон, Сходження Ендіміона, Іліон, Олімп), Ян Макдональд (Бразилія, Бездоріжжя, Некровіль, Книга втрачених снів), Джеймс Герберт (Вижив, Щури), Клайв Баркер (Книги крові IV—VI), Кім Ньюман (Повернення до ССАД).
А також працював над перекладом для сербського дубляжу мультсеріалу «Біблійні історії» для потреб меценатів собору в Белграді та розповсюдження Best of The Best.

### Сценарист коміксів
У 1999 році був започаткований комікс Точак, а над ним співпрацювали художник-мультиплікатор Дражен Ковачевич і сценарист Горан Скробоня. Перша частина серіалу отримала одну з провідних світових комікс-нагород у французькому місті Ангулем. Далі було випущено ще три альбоми («Солдати Корота» 1, 2 і 3), засновані на однойменному романі Скробоні.

## Прозова бібліографія

### Книги
- Накот, роман, Емітор 110, 1992, видання Знак Сагите № 31, 1994.
- Солдати Корота, або Книга чудес, роман, Емітор 111, 1992.
- Посібник блефа: жахи, сага, 1995.
- Від шепоту до крику, збірка оповідань, Кошмар 9, 1996.
- Гумова душа, повість, самвидав, Белград.
- Голка в лоб, збірка оповідань, Košmar 11, 2000.
- Тихі міста, збірка оповідань, Лагуна, 2007.
- Людина, яка вбила Теслу, роман, Лагуна, 2010.
- Накот, роман, Паладин (видання New Urban Proza), 2011.
- Усі діти Тесли, роман, Лагуна, 2013.
- Коли ти скажеш, що я твій, роман, Лагуна, 2017.

### Антології та добірки
- Темна провінція 1, під редакцією Бобана Кнежевича, Знак Сагите, Белград, 1987.
- Темна провінція 2, під редакцією Бобана Кнежевича, Знак Сагите, Белград, 1992.
- Темна провінція 3, під редакцією Бобана Кнежевича, Знак Сагите, Белград, 1993.
- Нова сербська фантастика, під редакцією Бобана Кнежевича та Сави Дам'янова, SIC, Белград, 1994.
- Темна провінція 4, під редакцією Бобана Кнежевича, Знак Сагите, Белград, 1996.
- «Фантастичне слово», «Літературне слово» за редакцією Бобана Кнежевича, №. 492/493, Белград, 1997.
- Трифид, редагований Васою Павковичем, книгарня Алана Форда, Белград, 2001. (разом з Драганом Р. Філіпович і Бобан Кнежевич)
- Укус пристрасті (розповіді еротичної фантастики), редакція Павла Зеліча, Товариство любителів фентезі «Лазар Комарчич», 2007.
- Білий шум: Антологія телевізійних історій, упорядковано Гораном Скробоньєю, Паладин (Бібліотека «Фракталі»), 2008.
- Правдива брехня: Історії міських легенд, за редакцією Горана Скробоня, Паладин (Бібліотека Fractali), 2009.
- Апокаліпсис вчора, сьогодні, завтра, ред. Горан Скробоня, Паладин (бібліотека «Фракталі»), 2011.
- Під знаком вампіра, ред. Горан Скробоня, Паладин (Бібліотека «Фракталі»), 2012.
- Під знаком вампіриці — жіночі історії про кровопивців, упорядкував Горан Скробоня, Паладин (Бібліотека «Фракталі»), 2012.

## Стрипографії
- "" (Колесо), карикатурист Дражен Ковачевич

1. , «Glénat», Франція, 2001. Адаптація сценарію: Володимир Весович
2. I, —||—, 2002
3. II, —||—, 2003.
4. III, —||—, 2005.

## Премії та нагороди
- Премія «Лазар Комарчич» за найкращий вітчизняний роман 1992 року. (Nacot)
- Премія «Лазар Комарчич» за найкращу вітчизняну новелу 1993 року. («Гумова душа»)
- Премія «Лазар Комарчич» за найкращу вітчизняну новелу 1996 року. («Священна війна»)
- Премія «Лазар Комарчич» за перекладацьку діяльність 1996 року. (Блакитний мотель)
- Премія «Лазар Комарчич» за найкращу вітчизняну новелу 1997 року. («Супернова»)
- Премія «Лазар Комарчич» за найкращу вітчизняну новелу 2002 року («Червоне небо над суглинними полями»)